# Sommeil polyphasique
 (mars 2017).
Si vous disposez d'ouvrages ou d'articles de référence ou si vous connaissez des sites web de qualité traitant du thème abordé ici, merci de compléter l'article en donnant les références utiles à sa vérifiabilité et en les liant à la section « Notes et références ».
Le sommeil polyphasique est un mode de repos dans lequel le temps de sommeil d'une journée de 24 heures est réparti en plusieurs périodes au lieu d'être regroupé en une « nuit » (sommeil monophasique). C'est le mode habituel de sommeil chez de nombreuses espèces animales (comme les éléphants), et il semble avoir été courant dans l'espèce humaine, au moins sous la forme biphasique (deux périodes), avant l'ère industrielle et la généralisation de l'éclairage continu,,. Le sommeil polyphasique n'est pas rare chez les personnes âgées, qui, petit à petit, passent généralement d'une nuit de 8 heures, à une nuit de 6 heures et une sieste. Il est présent dans certaines pathologies comme les démences.
Des modalités de sommeil polyphasique ont été élaborées pour les personnes dont les activités exigent des périodes de vigilance rapprochées (militaires, navigateurs solitaires, etc.).
Certains proposent qu'une réorganisation des rythmes de sommeil sur le mode polyphasique permettrait d'en réduire la durée totale, sans effets secondaires, jusqu'à pouvoir se contenter de 2 à 5 heures par jour. Ces affirmations ne sont pas supportées par la recherche scientifique.

## La theorie du sommeil polyphasique
Certaines théories du sommeil suggèrent que le sommeil paradoxal est largement responsable des effets de récupération mentale : il a été documenté que priver des animaux spécifiquement de sommeil paradoxal mène à leur mort en 3 à 8 semaines (ce qui n'arrive pas en les privant d'autres phases spécifiques du sommeil). 
Le sommeil ordinaire monophasique étant constitué de différentes phases successives de sommeil, la privation de sommeil entraînerait, après une période d'ajustement, une plus grande facilité à atteindre le sommeil profond. En conséquence chaque courte sieste comprendrait une plus grande part de sommeil paradoxal.
La durée du sommeil paradoxal chez les espèces animales est proportionnelle à leur corticalisation, et il existe, selon le professeur Grubar[réf. nécessaire], un parallèle entre elle et les nécessités d'apprentissage. Chez l'Homme, la durée du sommeil paradoxal passe de 25 % du temps de sommeil à l'âge de un an, à 16 % chez les personnes âgées. Elle serait un indice de la plasticité cérébrale, c'est-à-dire la capacité à recueillir et à stocker des informations venant de l'extérieur.
Il y a peu ou pas de preuves étayant cette théorie, le sommeil polyphasique ne semble pas pouvoir réduire le temps de sommeil journalier sans les inconvénients liées au manque de sommeil.
Il a été mis en évidence que le manque de sommeil entraîne un affaiblissement du système immunitaire, ralentit la production d'hormone de croissance, et diminue la capacité de l'organisme à métaboliser du sperme. 

## Mise en application du sommeil polyphasique
Des personnes célèbres seraient réputées pour avoir utilisé cette méthode, comme Léonard de Vinci,[réf. nécessaire] Thomas Edison[réf. nécessaire] ou encore Napoléon Bonaparte.
Il est émis l'hypothèse que ce rythme ait été celui des hommes préhistoriques, la présence de prédateurs exigeant un état de veille permanent.
Il y a chez l'enfant un rythme de sommeil polyphasique, et les navigateurs s'entraînent pour adopter ce rythme en vue des courses de longue durée.
Il existe plusieurs méthodes dont deux principales qui sont celle d'Uberman et d'Everyman. La méthode Dymaxion a été inventée et suivie par Richard Buckminster Fuller.
Schémas représentant la répartition du sommeil et de l'éveil au cours d'une journée, selon les méthodes observées (Asleep et Awake correspondent respectivement aux périodes de sommeil et d'éveil):

Les navigateurs de grands périples, tels les skippers, l'utilisent pour éviter d'avoir de trop longues périodes au cours desquelles ils ne s'occupent pas de leur navire, de la météo ou de leur parcours.